# Qingyuan
För andra betydelser, se Qingyuan (olika betydelser).
Qingyuan, tidigare romaniserat Tsingyün, är en stad på prefekturnivå i Guangdong-provinsen i Folkrepubliken Kina. Den ligger omkring 130 kilometer norr om provinshuvudstaden Guangzhou. Huvudorten är belägen intill vid floden Beijiang och prefekturen gränsar till Hunan-provinsen i norr.
Huvuddelen av den hankinesiska befolkningen talar kantonesiska, men det finns betydande minoriteter som talar yao- och zhuang-språken.

## Administrativ indelning
Orten består av två stadsdistrikt, som omfattar de egentliga stadskärnan, två städer på häradsnivå, två härader och två autonoma härader:
| Qingyuan                                                           | Qingyuan            | Qingyuan                          | Qingyuan                                  | Qingyuan          | Qingyuan  | Qingyuan                      |
| ------------------------------------------------------------------ | ------------------- | --------------------------------- | ----------------------------------------- | ----------------- | --------- | ----------------------------- |
| Qingcheng Qingxin Fogang Yangshan Lianshan Liannan Yingde Lianzhou |                     |                                   |                                           |                   |           |                               |
| Namn                                                               | Kinesiska           | Pinyin                            | Typ                                       | Befolkning (2020) | Yta (km²) | Befolknings- täthet (inv/km²) |
| Qingcheng                                                          | 清城区              | Qīngchéng qū                      | Stadsdistrikt                             | 1 119 901         | 927       | 1 208                         |
| Qingxin                                                            | 清新区              | Qīngxīn qū                        | Stadsdistrikt                             | 618 523           | 2 725     | 227                           |
| Fogang                                                             | 佛冈县              | Fógāng xiàn                       | Härad                                     | 315 502           | 1 293     | 244                           |
| Yangshan                                                           | 阳山县              | Yángshān xiàn                     | Härad                                     | 367 175           | 3 418     | 107                           |
| Lianshan                                                           | 连山壮族 瑶族自治县 | Liánshān zhuàngzú yáozú zìzhìxiàn | Autonomt härad för zhuang- och yao-folken | 95 136            | 1 165     | 82                            |
| Liannan                                                            | 连南瑶族 自治县     | Liánnán yáozú zìzhìxiàn           | Autonomt härad för yao-folket             | 134 691           | 1 289     | 104                           |
| Yingde                                                             | 英德市              | Yīngdé shì                        | Stad på häradsnivå                        | 941 325           | 5 671     | 166                           |
| Lianzhou                                                           | 连州市              | Liánzhōu shì                      | Stad på häradsnivå                        | 377 220           | 2 664     | 142                           |

## Klimat
Genomsnittlig årsnederbörd är 2 378 millimeter. Den regnigaste månaden är maj, med i genomsnitt 478 mm nederbörd, och den torraste är oktober, med 37 mm nederbörd.